# جزر سوتافينتو

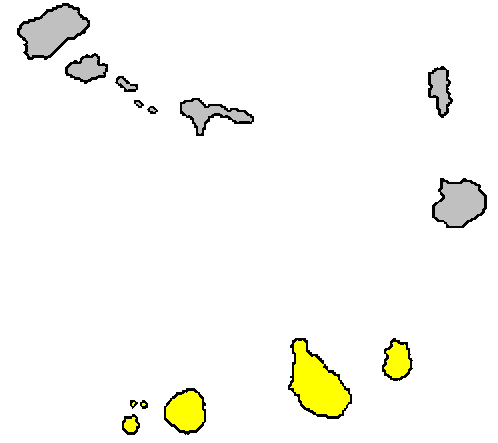
جزر سوتافينتو (بالأصفر)

سوتافينتو  (بالإنجليزية: Sotavento Islands)‏ (حرفيا، ليوارد)، هو مجموعة جزر تقع جنوب أرخبيل الرأس الأخضر. وتتكون من أربع جزر رئيسية هي: برافا ، فوجو و سانتياغو، وهي جزر بركانية صخرية وزراعية.